# Columbia City (Indiana)
Columbia City è una città degli Stati Uniti d'America, situata nello Stato dell'Indiana e in particolare nella contea di Withley, della quale è il capoluogo.